# Puchar Świata w narciarstwie alpejskim 1968/1969
Sezon 1968/1969 Pucharu Świata w narciarstwie alpejskim rozpoczął się 11 grudnia 1968 we francuskim Val d’Isère, a zakończył 25 marca 1969 w amerykańskim Waterville Valley. Rozegrano 20 konkurencji dla kobiet (4 zjazdy, 7 slalomów gigantów i 9 slalomów specjalnych) i 22 konkurencje dla mężczyzn (6 zjazdów, 7 slalomów gigantów i 9 slalomów specjalnych).
Puchar Narodów (łącznie) zdobyła reprezentacja Austrii, wyprzedzając Francję i Stany Zjednoczone.

## Puchar Świata w narciarstwie alpejskim kobiet
Wśród kobiet najlepszą zawodniczką okazała się Austriaczka Gertrud Gabl, która zdobyła 131 punktów, wyprzedzając Francuzkę Florence Steurer oraz swoją rodaczką Wiltrud Drexel.
W poszczególnych klasyfikacjach tryumfowały:
- Wiltrud Drexel – zjazd
- Gertrud Gabl – slalom
- Marilyn Cochran – slalom gigant

## Puchar Świata w narciarstwie alpejskim mężczyzn
Wśród mężczyzn najlepszym zawodnikiem okazał się Austriak Karl Schranz, który zdobył 182 punktów, wyprzedzając Jeana-Noëla Augerta z Francji oraz swego rodaka Reinharda Tritschera.
W poszczególnych klasyfikacjach tryumfowali:
- Karl Schranz – zjazd
- Jean-Noël Augert,  Alfred Matt,  Alain Penz i  Patrick Russel – slalom
- Karl Schranz – slalom gigant

## Puchar Narodów (kobiety + mężczyźni)
- 1.  Austria – 1291 pkt
- 2.  Francja – 1217 pkt
- 3.  Stany Zjednoczone – 678 pkt
- 4.  Szwajcaria – 494 pkt
- 5.  RFN – 138 pkt